# Rio Novo do Sul
Rio Novo do Sul – miasto i gmina w Brazylii, w stanie Espírito Santo. Znajduje się w mezoregionie Central Espírito-Santense i mikroregionie Guarapari.